# Florentijnse codex

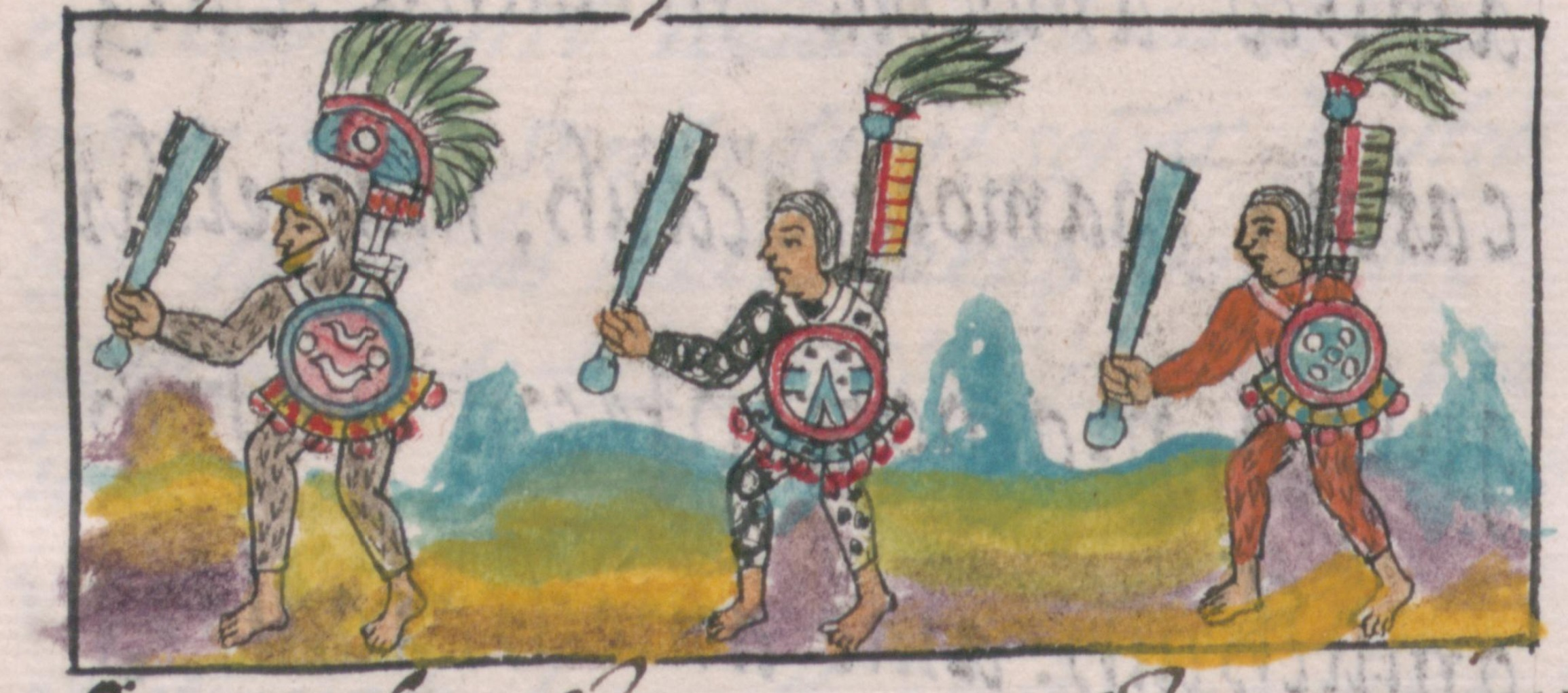
Azteekse krijgers zoals afgebeeld in de Florentijnse codex

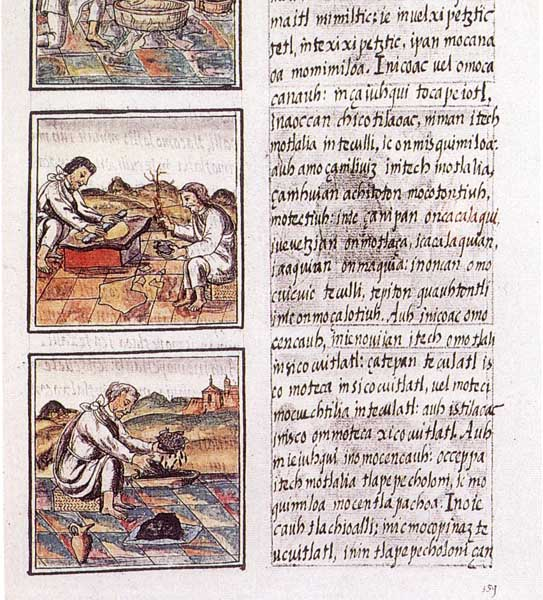
Pagina 51 van Boek IX uit de Florentijnse codex. De tekst is in het Nahuatl

De Florentijnse Codex is een set van 12 boeken gecreëerd onder de supervisie van Bernardino de Sahagún tussen (ongeveer) 1540 en 1585. Het is een kopie van het originele bronnenmateriaal dat nu verloren is gegaan, waarschijnlijk vernietigd door de Spaanse autoriteiten die De Sahagúns manuscripten in beslag hadden genomen. De originele bronnen waren verslagen van conversaties en interviews met inheemse bronnen in Tlatelolco, Texcoco, en Tenochtitlan.
De Florentijnse codex is hoofdzakelijk een Nahuatl-tekst, geschreven door drietalige Azteekse studenten van De Sahagún in het Nahuatl, Spaans en Latijn. De Nahuatl-tekst is geschreven aan de rechterzijde van de codex. Secties van deze tekst zijn vertaald in het Spaans en in de linkerkolom geschreven. Nochtans zijn veel secties niet vertaald en sommige alleen samengevat in een vertaling. In plaats daarvan heeft de Florentijnse codex ruwweg 1.800 illustraties die door de Azteekse  tlacuilos zijn aangebracht door middel van Europese technieken. Sommige Spaanse vertalingen zijn door De Sahagún gecensureerd of herschreven.
Misschien wel meer dan andere bronnen is de Florentijnse codex een hoofdbron geweest om een beeld te krijgen van het Azteekse leven in de jaren voor de Spaanse verovering van Mexico, ondanks dat een complete kopie van de codex inclusief alle illustraties pas na 1979 werd gepubliceerd. Tot die tijd waren er alleen gecensureerde en herschreven Spaanse vertalingen beschikbaar. 

## Andere versies
Er is ook een compleet Spaanse versie van De Sahagúns document. Deze kopie werd in 1580 naar Europa gebracht door Rodrigo de Sequera, en er wordt ook naar verwezen als het Sequeramanuscript. 
De Spaanse tekst was de basis voor de Historia General de las Cosas de Nueva España ("Algemene geschiedenis van de zaken van Nieuw-Spanje"), die wordt bewaard in de Biblioteca Medicea Laurenziana in Florence. 
De “Codex Matritense” is een kopie en compilatie uit dezelfde bron als de Florentijnse codex. Het handschrift correspondeert met het materiaal opgegraven in Tlatelolco en Texcoco in het Nahuatl. Het bevat vijf boeken met 175 illustraties. Het is een zwaar gecensureerde vertaling van de Florentijnse codex door De Sahagún zelf uitgevoerd, om een beroep te doen op de Spaanse autoriteiten. De twee codices worden bewaard in het koninklijke paleis en het koninklijk historisch Museum in Madrid. Andere namen voor de codex zijn de Codices Matritense en de Madrid Codex (niet te verwarren met de Maya Madrid Codex). 
Een korte versie van dit document, "Breve compendio de los soles idolátricos que los indios desta Nueva España usaban en tiempos de su infidelidad" ("Kort compendium van de afgodsgebruiken die de indianen van Nieuw Spanje praktiseerden ten tijde van hun ongelovigheid"), werd door De Sahagún naar Paus Pius V gestuurd.